# سومبي
سومبي هي مدينة، في أنغولا، تقع في مقاطعة كوانزا سول ، وهي عاصمتها، بلغ عدد سكانها 26,000 نسمة.